# Dominique Clos
Dominique Clos (Sorèze, Tarn, 25 de maio de 1821 – Sorèze, 19 de agosto de 1908) foi médico e botânico francês.